# Медолаго
Медолаго (итал. Medolago) — коммуна в Италии, располагается в регионе Ломбардия, подчиняется административному центру Бергамо.
Население коммуны составляет 2477 человек, плотность населения составляет 682 чел./км². Занимает площадь 3 км². Почтовый индекс — 24030. Телефонный код — 035.
В коммуне 15 августа особо празднуется Успение Пресвятой Богородицы.